# Spell of Iron
Spell of Iron es el primer álbum de estudio de la banda finlandesa de Heavy metal Tarot lanzado en 1986 por Flamingo Music.Spell of Iron fue puesto a la venta en formato CD en 1994 por Bluelight Records y en 2006 por Spinefarm Records.

## Canciones
1. Midwinter Nights - 4:32
2. Dancing on the Wire - 3:08
3. Back in the Fire - 5:37
4. Love's Not Made For My Kind - 3:26
5. Never Forever - 3:15
6. Spell of Iron - 3:32
7. De Mortui Nil Nisi Bene - 3:25
8. Pharao - 2:56
9. Wings of Darkness - 3:37
10. Things That Crawl At Night - 5:54

- Datos: Q3179886